# Zaměstnanecké vlastnictví
Zaměstnanecké vlastnictví znamená, že zaměstnanci firmy mají určitý vlastnický podíl na firmě - obvykle v podobě zaměstnaneckých akcií. Jsou jejími zaměstnanci a zároveň spoluvlastníky

## Výhody
Zaměstnanecké vlastnictví akcií má výhody jako například motivaci pracovníků skrze to, že spoluvlastní svého zaměstnavatele–tím pádem vlastní výsledek svojí práce–a z toho odvozená vyšší produktivita práce a větší růst společnosti; dále také nižší pravděpodobnost bankrotu, prevence potenciálního nepřátelského převzetí podniku konkurenční firmou a také možnost udržování určité organizační kultury v podniku.

## Zaměstnanecké vlastnictví ve světě
V angloamerickém světě je běžným způsobem provedení takzvaný zaměstnanecký akciový plán (employee stock ownership plan, ESOP). V Evropském právním řádu existuje několik forem zaměstnaneckého vlastnictví společností. 
Akcie společnosti jsou vydávány zaměstnancům jako forma odměny i prostředek motivace.
Plány ve veřejných obchodních společnostech obecně omezují celkový počet nebo procento akcií společnosti, které mohou zaměstnanci získat v rámci plánu. Na rozdíl od družstev nemusí vlastnictví zaměstnaneckých akcií poskytovat zaměstnancům žádnou smysluplnou kontrolu nebo vliv na řízení společnosti.
V Česku však hlavně pro start-upy, jejichž budoucnost je zpočátku mnohdy křehká a nejistá, skýtá zdanění zaměstnaneckých akcií a opcí údajně neakceptovatelná rizika.

## Zaměstnanci vlastněné společnosti
- Arup
- Brookshire Brothers
- Gensler
- Huawei
- Mondragonská družstevní korporace
- Nikken Sekkei
- Publix

## Zaměstnanecké vlastnictví v České republice[8]

### Historie zaměstnaneckého vlastnictví v ČR
Někteří ekonomové a politici si mysleli, že po roce 1989, ve spojení s privatizacemi státem vlastněnými firmami, Česko čelilo jedinečné možnosti pro zavedení Zaměstnaneckého Vlastnictví.
V České republice (a v Československu do rozdělení v roce 1993) však strategie „šokové terapie“ nad ideou zaměstnaneckého vlastnictví vyhrála. Byla doprovázena převládajícím přesvědčení, že neefektivní systém státního vlastnictví (považováno za identické s jakoukoli formou kolektivního vlastnictví), musí být nahrazeno jeho opakem - systémem striktně založeným na individuálním vlastnictví a odpovědnosti.
Privatizační strategie byla založena na několika jednoduchých principech:
1. Pro každou firmu měly být konkurenční privatizační projekty předloženy vládním úřadům. V každém projektu byli uchazeči povinni vyhradit 10% vlastního kapitálu na prodej zaměstnancům. Je na vládě, aby si vybrala nejvýhodnější nabídku (cena nebyla nutně výhradním kritériem).
2. Současně byla zahájena tzv. kupónová privatizace - každý občan měl právo k nákupu kupónu za cenu (1 000 Kčs/Kč) a nakupovat akcie privatizovaných firem (daná část akcií byla ve většině privatizačních projektů vyhrazena k alokaci prostřednictvím kupónů).
3. Bylo zřízeno mnoho „investičních privatizačních fondů“ (IPF); držitelé mohli použít své kupóny pro přímé nákupy akcií jednotlivých firem, nebo uložit své kupóny do IPF. Jako výsledek, asi 60-70% držitelé vložili své kupóny do IPF.

Některé z tehdejších IPF měly v úmyslu využít koncept kupónů jako nástroje pro stanovení vlastnického podílu zaměstnanců. Bohužel, tento původní záměr se ukázalo jako nemožné z několika důvodů:
- Horní hranici 20% vlastního kapitálu privatizované firmy by mohl mít jeden IPF. Kromě toho byl uložen další limit: maximálně 10% aktiv IPF mohlo být přiděleny v jedné společnosti.
- Hodnota kupónů ve vlastnictví jednoho občana byla ve srovnání téměř zanedbatelná na hodnotu firmy, která má být privatizována. V důsledku toho dokonce za předpokladu, že všechny zaměstnanci firmy přidělili své kupóny v jejich firmě, to by představovalo některé stovky akcií ve srovnání se stovkami tisíc akcií získaných společností další investoři.
- Restrukturalizace byla zpravidla první akcí nových vlastníků. Velmi často privatizovaná firma byla rozdělena na menší jednotky apod. V důsledku toho zaměstnanci nedůvěřovali vedení, a proto přidělili své kupóny jiným firmám nebo, častěji, do IPF.
- Čím méně, samozřejmě, byli ochotni koupit akcie své firmy za platbu v hotovosti. Ve většině případů jim výše uvedených 10% akcií vyhrazených zaměstnancům nebyly prodány - nedůvěřovali své vlastní firmě. Na jedné straně nařízení o privatizaci umožnilo zaměstnancům prodat takové akcie za nižší cenu (ve srovnání s tržní úrovní); na druhé straně musela být výsledná cenová sleva vrácena z jiných zdrojů firmy, aniž by to mělo dopad na daně firmy. Jinými slovy: zaměstnanci ani vedení nebyli povzbuzováni k podpoře nákupu akcií „jejich“ firem zaměstnancům.

### Vlastnictví zaměstnanců v České republice v roce 2005
Nic se nezměnilo. Daňové předpisy zaměstnanecké vlastnictví vůbec neuznávají ani nepodporují. Česká sociálně demokratická vláda zřízená v roce 1998 prohlásila své odhodlání podporovat všechny formy účasti včetně zaměstnanecké vlastnictví, ale nic se nestalo. Vzhledem k tehdejšímu uspořádání koalice, (směs sociálně demokratických, křesťanských a liberálních politiků, kteří v parlamentu disponují pouze 1-hlasovou většinou), byla myšlenka zaměstnaneckého vlastnictví zrušena. Obecná myšlenka zaměstnaneckého vlastnictví byla ve veřejnosti jednoduše ignorována.
Myšlenka zaměstnaneckého vlastnictví však není mrtvá. V některých firmách (zejména v malých a středních podnicích) vedení prodává zaměstnancům některé akcie; zpravidla to bývá jedna z metod, jak zachránit firmu v obtížích. Na druhé straně existují některé společnosti, které využívají zaměstnanecké vlastnictví jako nástroj stimulující účinnost. Zástupci společností uplatňujících zaměstnanecké vlastnictví odmítají jakoukoli publicitu. Jejich hlavním argumentem bývá, že se bojí se o odkoupení firmy konkurencí.